# Denis Lefdup
Pour les articles homonymes, voir Lefdup.
 (novembre 2020).
 (novembre 2020).
Denis Lefdup est un musicien, compositeur, arrangeur, sound designer et mixeur français né en 1957 à Paris.

## Biographie
Denis Lefdup suit des études de comédien au Conservatoire d'art dramatique de la Mairie du VIe arrondissement de Paris, avec pour professeurs Jean-Louis Bihoreau et Jean-Pierre Martino, puis à l'ENSATT. Il pratique également la musique et s'y consacre totalement à partir de 1980. Il crée le studio de mixage, d'enregistrement et de montage son Le Snark en 1984. En parallèle à ses créations, il mène une carrière de mixeur et sound designer pour la télévision, le cinéma, et de producteur.
Denis Lefdup a collaboré avec des personnalités aussi diverses dans le domaine de la musique que Jean-Claude Asselin, Lofofora, Bertrand Belin, le Quartet Buccal, les VRP, Les Ogres de Barback, Néry, Hector Zazou, Sebastien Libolt (La Trabant, Philippe Decouflé), les Pires, Tempsion. Il a créé des musiques et des bandes son pour le spectacle vivant (Archaos, Laurent Terzieff), pour la télévision (Canal+ (L'Œil du Cyclone, Midnight +, Mickrociné, Mensomadaire), Marie Arnaud, Jacques Debs), pour la publicité et également pour le cinéma (Marc Caro, Rabbah Ameur-Zaïmeche, Jean-Marc Longval, Jean-Henri Meunier), de documentaires (Alain Tyr, Michel Royer, Jérôme Fritel, Véronique Jacquinet), et une cinquantaine de musiques de courts-métrages (Thomas Gillou, Olivier Mégaton, Frédéric Demont…) et films d’animation (Marcel Gottlib, Jérôme Lefdup, Speedy Graphito…).
Avec son frère Jérôme Lefdup, il compose depuis 1978, le plus souvent sous le nom de Lefdup & Lefdup,, des musiques de films, de spectacles, des génériques TV, des chansons, des spectacles multimédia. Ils se sont notamment faits connaître grâce au générique de l’émission L'Œil du Cyclone (sur Canal+) dont ils ont composé plus d’une centaine de versions entre 1991 et 1999. Ils ont créé des reprises de Nino Ferrer, Tuxedomoon ou Lucrate Milk pour des compilations-hommages, un objet musical online (Acoustic Cameras), une fiction radiophonique (pour les Ateliers de création radiophonique de Radio France). Les Lefdup ont aussi collaboré avec Tempsion, Norman Spinrad, Lucrate Milk, Hector Zazou, Palo Alto, Black Sifichi, Alain Maneval, etc.
Denis Lefdup a participé en tant que musicien au groupe d’artistes multimédia les Maîtres du Monde (créé en 1983 et comprenant notamment Yann Minh, Jérôme Lefdup, Dominik Barbier, Lari Flash, Véro Goyo, Basile Vignes, Jean-René Bader).

## Compositeur de musiques originales de films
- Sans queue ni tête (1995), réalisation Jean-Henri Meunier
- Les deux papas et la maman (1996), réalisation Jean-Marc Longval et Smaïn
- Recto-verso (1999), réalisation Jean-Marc Longval
- Dante 01 (2008), réalisation Marc Caro, co-composition Marc Caro et Raphaël Elig

## Musiques originales pour la télévision
- Interfaces (1984), de Yann Minh, co-composition Jérôme Lefdup
- Norbert, Tatav, et la réalité (1985), de Lari Flash, co-composition Jérôme Lefdup
- La Tour Eiffel (1989), de Jérôme Lefdup, co-composition Jérôme Lefdup
- Fatum (1992) de Akop Kirakosyan, musique et bruitages (1994), diffusion Canal+
- Little Nemo (1911), Winsor McCay, Canal+, musique (1995)

## Albums et compositions
- LʼAscenseur est en panne, CD de chansons, 2013, avec Bertrand Belin et Michel Schick [4],[5]